# Agra (Kansas)
Agra város az USA Kansas államában. Lakosainak száma 208 fő (2020. április 1.).

## Népesség
A település népességének változása:

| 2010 | 267 |
| 2020 | 208 |